# Theotima lawrencei
Theotima lawrencei är en spindelart som beskrevs av Machado 1964. Theotima lawrencei ingår i släktet Theotima och familjen Ochyroceratidae.
Artens utbredningsområde är Kongo. Inga underarter finns listade i Catalogue of Life.